# Sergio Noja Noseda
Sergio Noja Noseda (Pola, 7 de julio de 1931- Lesa, 31 de enero de 2008) fue un arabista italiano.
Era de una familia de origen aristocrático y procedente de la España del siglo XVI. Sus padres eran Ugo Noja y Rina Noja Amabile.
Después de la escuela secundaria, Noja estudió en la Universidad Bocconi de Milán, donde se graduó en economía. Durante ese período, también fue presidente de la Società della Taula (sociedad principal de la Universidad Bocconi). La elección de la facultad no fue accidental ni casual, mas, en combinación con una brillante carrera en la empresa privada que lo llevaría hasta el rango de director general de Philips Italia, Sergio Noja tenía un interés serio y profundo en los estudios orientales. 
Fue introducido en el estudio de la lengua árabe por Monseñor Giovanni Galbiati. 
Sergio Noja fue profesor de derecho islámico en la Universidad de Turín; y después ingresaría como profesor de lengua y literatura árabes en la Universidad Católica del Sagrado Corazón, institución de Milán en la que ocuparía cátedra de esas disciplinas durante más de veinte años.